# Xylosma excelsa
Xylosma excelsa är en videväxtart som beskrevs av Paul Carpenter Standley och L. O.Williams. Xylosma excelsa ingår i släktet Xylosma och familjen videväxter. Inga underarter finns listade i Catalogue of Life.